# Babatunde Luqmon Adekunle
Babatunde Luqmon Adekunle (genannt Luqmon) (* 10. Oktober 1984 in Lagos) ist ein nigerianischer Fußballspieler.

## Karriere
Luqmon spielte als 20-Jähriger in der serbischen SuperLiga bei FK Borac Čačak und wechselte ein Jahr später zum FK Vlazrimi. Von Juni 2008 bis Dezember 2008 war er bei Rabotnički Skopje unter Vertrag. Nach einem Doublegewinn in der Spielzeit 2007/08, nahm Luqmon in der Saison 2008/09 mit seinem Team an der UEFA-Champions-League-Qualifikation teil. Jedoch scheiterte man schon in der ersten Qualifikationsrunde am aserbaidschanischen Vertreter Inter Baku aufgrund der Auswärtstorregel (0:0, 1:1). Zur Wintertransferperiode im Jahr 2008/09 sicherte sich der FC Luzern seine Dienste. Er erhielt dort einen Vertrag bis zum Sommer 2013. Mit dem FCL erreichte Luqmon in der Spielzeit 2011/12 das Schweizer Pokalfinale, welches jedoch im Elfmeterschießen gegen den favorisierten FC Basel verloren wurde. Am 19. September 2011 wechselte Adekunle auf Leihbasis für ein Jahr zum SC Kriens. Zum Beginn der Saison 2012/13 kehrte er wieder zurück zum FC Luzern, wo der Vertrag im Juni 2013 auslief.
Im Juni 2014 wechselte er zum Viertligisten FC Zug 94. In den beiden Spielzeiten war Zug 94 am Ende der Saison eher im unteren Mittelfeld der Tabelle anzusiedeln. Insgesamt absolvierte er 40 Ligaspiele, in denen ihm zwei Tore gelangen. Die Saison 2016/17 verbrachte er beim FC Sursee, einem direkten Ligakonkurrenten seines alten Vereines. Luqmon wurde bei Sursee allerdings nur sieben Mal eingesetzt, mit einem Torerfolg. Schon am dritten Spieltag sah er beim Spiel gegen den SC Buochs in der 84. Minute die rote Karte, im Anschluss ging das Spiel noch mit 1:2 verloren. Schon im Januar 2017 verließ er den Verein wieder, Sursee konnte sich am Ende der Spieltag gerade eben noch vor dem Abstieg retten. Im Oktober 2018 verpflichtete ihn der Fünftligist FC Eagles Aarau. Dort blieb Luqmon bis zum März 2020, ehe der Verein seine erste Mannschaft vom Spielbetrieb abmeldete.
Seitdem ist er Assistenztrainer der zweiten Mannschaft des FC Rotkreuz.

## Titel und Erfolge
Rabotnički Skopje
- Prva Makedonska Liga 2007/08
- Nordmazedonischer Fußballpokal: 2007/08